# جارگالسایخانی چولونبات
جارگالسایخانی چولونبات (مغولی: Жаргалсайханы Чулуунбат؛ زادهٔ ۳ دسامبر ۱۹۸۴) کشتی‌گیر اهل مغولستان است.